# 往生
往生（おうじょう）とは、大乗仏教の中の成仏の方法論の一つである。
現実の仏である釈迦牟尼世尊のいない現在、いかに仏の指導を得て、成仏の保証を得るかと考えたところから希求された。様々な浄土への往生があるが、一般的には阿弥陀仏の浄土とされている極楽への往生を言う。これは極楽往生（ごくらくおうじょう）といわれ、往とは極楽浄土にゆく事、生とは、そこに化生(けしょう)する事で、浄土への化生は蓮華化生という。
化生とは生きものの生まれ方を胎生・卵生・湿生・化生と四種に分けた四生（ししょう）の中の一つ。
1. 胎生　人間や獣のように母の胎(からだ)から生まれる事
2. 卵生　鳥類のように卵から生まれる事
3. 湿生　虫のように湿気の中から生まれるもの
4. 化生　過去の業(ごう)の力で化成して生まれること。天人など

極楽浄土への往生は、そこに生まれる業の力で化生すると言う。蓮華化生とは極楽浄土の蓮華の中に化生するという意味。

## 本来の意義
往生の本来の意味は、仏になり悟りを開くために、仏の国に往き生まれる事である。よって、往生の本義は、ただ極楽浄土に往く事にあるのでなく、仏になる事にある。

## 必然性
何故仏国土に往生する事が、成仏の方法となるかというと、成仏には、仏の導きと仏による成仏への保証(授記)がなければならないからで、これらのない独自の修行は、阿羅漢(あらかん)や辟支仏(びゃくしぶつ)となる事は出来るが、それらになると二度と仏となる事が出来ない、と大乗仏教では考えられていた。

仏教のさとりは無我の証得である。自己の空無なる事を悟るためには、修行している事に「自らが」という立場があってはならない。自我意識が残る限り成仏は不可能とすれば、自我意識の払拭は自己自らでは不可能となる。ここに、成仏に逢仏、見仏を必要とする理由がある、というのが浄土門の立場である。

## 一般化
往生とは極楽往生、浄土往生といわれるように、人間が死んで仏の国に生まれるから、一般的に死後の往生の意味である。しかも、往生する世界は仏の世界であり、そこに生まれる事は成仏する事である。

そこから意味が派生して、往生とは仏になる事と考えられ、往生は現実には死であり、さらに仏になることなので死んだら仏という考え方が一般化したと考えられる。
中でも老衰やそれに伴う多臓器不全などの自然死による他界を大往生と呼ぶことが多い。

この往生の意味が、さらに俗化して「身のおきどころがなく、おいつめられた時」を往生するとなったと考えられる。

## 参考用語
- 立ち往生（たちおうじょう）：弁慶の～。渋滞などで進むも戻るも出来ない停滞した状態をさす。立往生。武蔵坊弁慶#弁慶の立往生を参照。
- 往生要集 　往生に関した文章を集めた平安時代の僧侶、源信の仏教論書。